# 台中市公車699路
台中市公車699路目前自大甲體育場行駛經大甲火車站、大甲高中、誠岱機械廠、大安區公所到南埔。由巨業交通營運，本路線大部分行駛於文曲路、南安路。

## 歷史
- 2017年9月15日：通車。[1][2]
- 2017年11月20日：增設「埔羌林福德祠」站。
- 2018年6月4日：增停「光田醫院（大甲院區）」站。
- 2018年12月31日：增設「南安中山南路口」及「南安西濱路口」兩站。[3]
- 2019年3月1日：將「光田醫院（大甲院區）」往大甲體育場方向站位裁撤，並於經國路289號旁空地增設「光田醫院（經國路）」站(往南埔方向)。[4]
- 2019年4月1日：「大甲火車站」更名為「大甲車站（中山路）」。
- 2019年8月1日：增設「南安路310巷口」站。[5]
- 2019年10月28日：調整部分班次發車時刻。[6]
- 2023年9月15日：增設「文曲路435巷口」站。
- 2024年6月25日：調整發車時刻。[7]
- 2024年7月8日：調整發車時刻。[8]
- 2024年7月26日：調整發車時刻。[9]
- 2025年1月15日：調整發車時刻。[10]

## 路線基本資料
往南埔方向共34站，往大甲體育場方向共32站。
自新政大安港路口起，沿大甲區新政路、興安路、經國路、新政路、信義路、文武路、中山路、順天路、光明路、經國路、文曲路、東安路、大安區中山南路、南安路到南埔。

### 時刻表
- 時刻表僅供參考，請以巨業交通網站公告為準。
- 時刻表更新日期為2025年3月26日。

| 台中市公車699路平/假日時刻列表 | 台中市公車699路平/假日時刻列表 | 台中市公車699路平/假日時刻列表 | 台中市公車699路平/假日時刻列表 |
| ------------------------------ | ------------------------------ | ------------------------------ | ------------------------------ |
| 新政大安港路口開時刻           | 新政大安港路口開備註           | 南埔開時刻                     | 南埔開備註                     |
| 06:10                          | -                              | 06:45                          | -                              |
| 07:30                          | -                              | 08:05                          | -                              |
| 09:00                          | -                              | 09:40                          | -                              |
| 10:40                          | -                              | 11:15                          | -                              |
| 12:30                          | -                              | 13:10                          | -                              |
| 14:50                          | -                              | 15:25                          | -                              |
| 17:00                          | -                              | 17:35                          | -                              |

### 停站
參見右側站牌路線圖。

### 收費
- 依里程計費；刷電子票證10公里免費及扣款最高金額10元優惠。
- 里程計費說明：
  - 基本里程：10公里。
  - 基本里程票價全票20元、半票11元。
  - 超過基本里程（10公里）計費方式：
    - 全票=[2.431 x 搭乘里程數x (1+5%營業稅)] （四捨五入）
    - 半票=[2.431 x 搭乘里程數x (1+5%營業稅)] x 50% （四捨五入）

  - 兒童、老人、身心障礙者及其陪伴者依規定半票收費。

## 其他
- 臺中市第三條甲安埔生活圈區域型偏鄉公車，臺中市議員吳敏濟爭取，行駛大安南埔至大甲體育場，解決偏遠地區上學、就醫及購物等的交通基本需求。[12]

## 外部連結
- 巨業交通 （页面存档备份，存于）
- 699大甲體育場-南埔